# Altopascio
Altopascio ist eine italienische Gemeinde in der Provinz Lucca in der Toskana mit 15.952 Einwohnern (Stand 31. Dezember 2023).

## Geographie
Altopascio liegt auf einer Höhe von 19 m über dem Meeresspiegel in der Ebene von Lucca etwa 15 km östlich der Provinzhauptstadt Lucca.
Die Nachbargemeinden sind Bientina (PI), Capannori, Castelfranco di Sotto (PI), Chiesina Uzzanese (PT), Fucecchio (FI), Montecarlo und Porcari.

## Geschichte
Altopascio besaß im Mittelalter ein berühmtes Hospital, an der Pilgerstraße Via Francigena, die dort ein schwierig zu durchquerendes Sumpfgebiet passierte. Es soll einer späteren Überlieferung nach 1070 von Mathilde von Tuszien gegründet worden sein und besaß umfangreichen Landbesitz. Es sorgte für Unterkunft und Beköstigung der Pilger und gewährte Führung und Schutz in dem gefährlichen Wegabschnitt. Dem Hospital zugehörig war der Ritterorden Sankt Jakob von Altopascio, der nach dem Kreuz auf der Kleidung auch Tau-Ritter genannt wurde. Der Bruderschaft, die das Hospital betrieb, gehörte in Rom der Vorgängerbau der jetzigen Kirche Sant’Eligio de’ Ferrai. Im späten Mittelalter verlor das Hospital an Bedeutung durch Trockenlegung der Sümpfe und politische Auseinandersetzungen. 1773 wurde es geschlossen. Erhalten ist die Kirche San Jacopo Maggiore und Reste der mittelalterlichen Befestigung.

## Verkehr
Der Ort liegt an der Autostrada A11 (Autostrada Firenze-Mare) und der Bahnstrecke Florenz – Viareggio.

## Städtepartnerschaften
Altopascio ist durch Städtepartnerschaften verbunden mit El Perelló in Katalonien (Spanien) und Saint-Gilles im Département Gard (Frankreich).

## Persönlichkeiten
- Pietro Chiappini (1915–1988), Radrennfahrer